# Зинн (река)
Зинн (нем. Sinn) — река в Германии, протекает по землям Гессен и Бавария. Правый приток реки Франконская Зале. Речной индекс 2448. Длина — 69,38 км (из них в Баварии 62,70 км). Высота истока 671 м. Площадь бассейна — 622,57 км².
Истоки реки находятся в Баварии (в Вильдфлеккене). В окрестностях Цайтлофса Зинн пересекает границу с Гессеном, возвращаясь назад в Баварию через 7 км. В городке Гемюнден-ам-Майн Зинн впадает во Франконскую Зале, которая через несколько сот метров впадает в Майн.
Высота устья 154 м.